# 秋山羊子
秋山 羊子（あきやま ようこ、12月25日 - ）は、日本の女性シンガーソングライター。北海道小樽市生まれ。

## 略歴

### 札幌時代
1990年代
- 札幌での活動時期についてはあまり知られていない。札幌大谷短期大学音楽科在籍時に北海道大学フォークソング研究会に籍をおき、バンドのヴォーカリストとして活動をはじめる。
- 自主制作でカセットテープやCD-R作品を発表し、主に札幌や小樽でライヴを行う。この頃の音源は、1stアルバム『指一本で倒されるだろう』の再リリース盤の特典音源『青春ブルース』で聴くことができる。
- 小泉今日子がいわゆる職業作家やプロのミュージシャンではないインディーズの作家の作品をとりあげてアルバム化する企画KOIZUMI COMPETITIONの第二弾で、「記念日の歌」をテーマにしたコンテストが行われた。応募総数2000曲。秋山羊子は「僕はドロボー」という曲でクリスマスソング部門で入選。小泉今日子から「私の中ではダントツの作品」と評された。小泉今日子Vo、鶴来正基アレンジによる「僕はドロボー」は『KYO→２〜ANNIVERSARY SONG』に収録された。

### 活動拠点を東京へ移し現在まで
2001年
活動の場所を東京へ移す。
- 当時インターネットオーディションで最も注目を集めていたnifty@nobisオーディションのグランプリ大会に参加するも結果ふるわず。このときの審査委員長は高橋幸宏。

2003年
- 前述のnifty@nobisオーディションで最優秀者となる。オーディションのプロデューサー高橋信之からは、2年前にグランプリ大会に出場していたことを忘れられていた。グランプリ大会で歌った曲は「コロッケパン」と「もう一度僕らは」。
- ムーンライダーズの鈴木博文のソロアルバム『bonyari bonyari』に収録された「くれない埠頭」で鈴木博文とデュエットしている。

2004年
- 渋谷クラブクアトロで行われた、雑誌ビックリハウス生誕30周年記念音楽祭で、ムーンライダーズの鈴木博文と武川雅寛をサポートに2曲歌う。

2005年
1stアルバムを自主制作。
- 半年かけてレコーディング終了。セロファンのメンバーなど参加。スピードスターミュージックのオーディションで好成績を残すなど、いくつかのレコード会社や音楽プロダクションから声がかかるも上手く事が運ばずリリースできない状態がつづく。

2006年
- 北海道、東海、関西、九州ツアーを行う。
- mF247でアルバム曲の無料ダウンロードを開始。

2007年
- mF247主催の携帯着うた企画「ヨンナナ」に4曲（「列車」「子守唄」「予想通り」「木」）提供。

2008年
- 2ndアルバムのレコーディングを行う。ギターリスト内橋和久とデュオによる一発録音を敢行。アルバム収録の11曲を5時間ばかりでレコーディング終了。
- 広島銀行のCM「夢への架橋」編で挿入歌を歌う。作曲・プロデュースは、スタジオラムの吉野裕司、 バンドネオン演奏は小川紀美代。

2010年
- 吉祥寺Star Pine's Cafeで無伴奏ソロにチャレンジ。無伴奏ソロは今後シリーズ化する予定。

2011年
- 梅津和時と『狂った手』発売記念北海道ツアーを行う。
- シンガーソングライター矢野絢子と北海道ふたりツアー「ウサギとカメのすあしのぼうけん」（道内8ヶ所）をおこなう。
- 新しいアルバムの制作を開始。カバーアルバムをコンセプトに、歌ってほしい曲のリクエストを募り始める。

## ディスコグラフィー

### オリジナルアルバム
- 指一本で倒されるだろう（2006年5月24日リリース/2009年9月13日再リリース、特典として北海道での活動時代のデモ音源と再録音作品によるCD-R『青春ブルース』を付ける）
- ピラニアの棲む湖 （2009年3月1日リリース/2011年再リリース）
- 狂った手 （2011年5月24日リリース）新曲半分、LIVE音源半分という構成で、全曲サックス・クラリネット奏者の梅津和時とのデュオという編成。初回盤特典としてLIVE音源サイドの映像ヴァージョンを付属。
- 日々はありふれていて残酷で　めちゃくちゃに愛おしくて時々ひどく退屈で　でもうたいつづけていたい （2012年6月10日リリース）
- さいごのうた（2015年12月23日リリース）

#### サウンドトラック
- RAIL - 銀河鉄道の夜 I carry a ticket of eternity（2006年/カエルカフェ）

##### デモ音源・特典音源
- 僕たちをつないでいるものと、ある夜（カセットテープ/全9曲）
- ぷちん （CD-R）
- 走っても　走っても （CD-R）
- Live With U （『ピラニアの棲む湖』初回盤特典）
- 青春ブルース （『指一本で倒されるだろう』再リリース初回盤特典CD-R）
- Yoko Akiyama + Kazutoki Umezu Live at 晴れたら空に豆まいて 2007.12.14 （『狂った手』初回盤特典DVD-R）
- 秋山羊子秘蔵音源（1997〜2003）disk1-7（『日々はありふれていて残酷で　めちゃくちゃに愛おしくて時々ひどく退屈で　でもうたいつづけていたい』初回盤特典CD-R）

##### 参加作品・その他
- 小泉今日子 - 『KYO→２〜ANNIVERSARY SONG』（2002年/「僕はドロボー」の楽曲提供）
- 鈴木博文 -  『bonyari bonyari』2003年/「くれない埠頭」Vo参加）